# Calodexia caudata
Calodexia caudata là một loài ruồi trong họ Tachinidae.